# Belus (djur)
Belus är ett släkte av skalbaggar. Belus ingår i familjen Belidae.

## Dottertaxa tillBelus, i alfabetisk ordning[1]
- Belus abdominalis
- Belus acaciae.
- Belus acanthopterus
- Belus acicularis
- Belus acrobeles
- Belus acutipennis
- Belus adelaidae
- Belus affinis
- Belus albicollis
- Belus amplicollis
- Belus anguineus
- Belus angustatus
- Belus angustulus
- Belus aphthosus
- Belus australis
- Belus bassiae
- Belus bidentatus
- Belus bimaculatus
- Belus bison
- Belus bispinosus
- Belus brevipes
- Belus brunneus
- Belus centralis
- Belus cinereus
- Belus congesta
- Belus corallimerus
- Belus cristatus
- Belus cyaneipennis
- Belus cylindricus
- Belus dermestiventris
- Belus difficilis
- Belus distinctus
- Belus divisus
- Belus edentulus
- Belus elegans
- Belus exiguus
- Belus exilis
- Belus farinarius
- Belus fascicularis
- Belus filiformis
- Belus filum
- Belus filus
- Belus flindersi
- Belus floccosus
- Belus frater
- Belus fumigatus
- Belus ganglionicus
- Belus gracilis
- Belus granicollis
- Belus granulatus
- Belus grayi
- Belus halmaturinus
- Belus hemistictus
- Belus hirsutus
- Belus inconstans
- Belus incultus
- Belus inornatus
- Belus insignis
- Belus insipidus
- Belus interruptus
- Belus irroratus
- Belus lacustris
- Belus linearis
- Belus lineatus
- Belus longicornis
- Belus maculipennis
- Belus melanocephalus
- Belus mimicus
- Belus monilis
- Belus multimaculatus
- Belus mundus
- Belus nigriceps
- Belus niveopilosus
- Belus orthodoxus
- Belus papulosus
- Belus parallelus
- Belus pectoralis
- Belus perplexus
- Belus phoenicopterus
- Belus pica
- Belus pictirostris
- Belus picus
- Belus plagiatus
- Belus podagrosus
- Belus poverus
- Belus pudicus
- Belus pulverulentus
- Belus puncticeps
- Belus punctirostris
- Belus regalis
- Belus rhinotioides
- Belus roei
- Belus rubicundus
- Belus ruficornis
- Belus scalaris
- Belus semipunctatus
- Belus serpens
- Belus serratus
- Belus sparsus
- Belus sparus
- Belus subparallelus
- Belus subsuturalis
- Belus suturalis
- Belus tarsalis
- Belus testaceus
- Belus tibialis
- Belus trilinealbus
- Belus ursus
- Belus wallacei
- Belus variabilis
- Belus varipilis
- Belus ventralis
- Belus vertebralis
- Belus vetustus
- Belus villosus
- Belus viridimetallicus